# خايمي فييرا روكا
خايمي فييرا روكا (بالبرتغالية: Jaime Vieira Rocha‏) (و. 1947  م) هو كاهن كاثوليكي برازيلي.

## مناصب
تولى منصب أسقف كاثوليكي (منذ 6 يناير 1996)
- مطران  [لغات أخرى]‏
- مطران  [لغات أخرى]‏
- مطران كاثوليكي  [لغات أخرى]‏[1]

.

## التعليم
تعلم في الجامعة الاتحادية في ريو غراندي دو نورتي
.